# Säkularisation
Als Säkularisation wird ursprünglich die staatliche Einziehung oder Nutzung kirchlicher Besitztümer (Land oder Vermögen) bezeichnet. Im engeren Sinne versteht man darunter die Säkularisationen während des napoleonischen Zeitalters (d. h. von 1799 bis 1821), bei der zwei Formen zu unterscheiden sind: einerseits die Aufhebung kirchlicher Institutionen, Abteien und Klöster und die Verstaatlichung ihres Besitzes (Einziehung von Kirchengütern), andererseits die Einverleibung (Annektierung) der geistlichen Fürstentümer und Herrschaften des Heiligen Römischen Reiches durch größere Territorialstaaten. Eine wichtige Rechtsgrundlage bildete der Reichsdeputationshauptschluss, eine Folge der Niederlage der Alliierten im Zweiten Koalitionskrieg.
In einem weiteren Sinn versteht man unter Säkularisation allgemein die Abwendung von der Religion und von religiösen Werten als gesellschaftliche Entwicklung; dafür ist jedoch eher die Bezeichnung Säkularisierung üblich.

## Etymologie
Der Begriff leitet sich von lat. saeculum „Jahrhundert“, „Zeitalter“ und dem davon abgeleiteten Adjektiv saecularis „säkular“, „weltlich“ ab und bezeichnet allgemein einen Wechsel hin zum „Zeitlichen“ und Weltlichen. Als Begriff für die Enteignung von Kirchengut verwendete schon der französische Gesandte Henri II. d’Orléans-Longueville am 8. Mai 1646 bei den Verhandlungen zum Westfälischen Frieden in Münster das Verb séculariser. Er bezeichnete damit den Übergang von katholischen Gütern in protestantischen Besitz.
Das lateinische Substantiv saecularisatio war zwar bereits 1559 in Verwendung, das entsprechende Verb 1586. Lateinisch saecularisatio bezog sich damals aber nicht auf Kirchengut, sondern bezeichnete den Übergang von Mitgliedern des in Gemeinschaft lebenden Klerus der Bischofskirchen zu allein lebenden Domkapitularen. Die Ausgliederung von Kirchengut wurde zu dieser Zeit als profanatio sacrae rei bezeichnet.

## Säkularisation vor der Französischen Revolution

### England ab 1535
Heinrich VIII., König von England, ließ im Zuge des königlichen Suprematsakts von 1535 ab dem Jahr 1538 die englischen Klöster auflösen und konfiszierte ihre Besitztümer. Über hundert frühere Klosterkirchen blieben als Pfarrkirchen in Verwendung, 14 wurden zu Kathedralen. Im Rahmen der Kampagne gegen den Aberglauben wurden viele Reliquien und Heiligenstatuen zerstört und eingeschmolzen. Große Abteien und Pilgerstätten wie Glastonbury Abbey, Walsingham, die Abtei St. Edmund und Shaftesbury Abbey wurden zu Ruinen. Auch in der Lordschaft Irland und in Wales wurden die Klöster aufgelöst.

### Sachsen ab 1539
Nach seiner Regierungsübernahme am 17. April 1535 ließ der sächsische Herzog Heinrich der Fromme am 23. April 1539 den ersten evangelischen Gottesdienst in der Dresdner Schlosskirche abhalten; feierliche Gottesdienste in Leipzig und in der Dresdner Kreuzkirche folgten. Während einer umfangreichen Kirchenvisitation von Dezember 1539 bis Juli 1540 ließ Heinrich alle kirchlichen Besitztümer säkularisieren und Klöster aufheben. Im November 1539 setzte er auf dem Landtag in Chemnitz einen landständischen Ausschuss zur Verwendung des säkularisierten Kirchengutes ein und überließ damit die Entscheidung über die Verwendung den Landständen. Nach dem Tode Heinrichs im Jahre 1541 zog sein Sohn Moritz die Verfügungsgewalt über das säkularisierte Kirchen- und Klostergut wieder an sich und ließ es teils verkaufen und teils selbst durch landesherrliche Vögte verwalten.

### Heiliges Römisches Reich nach der Reformation
In der Zeit der Reformation muss sorgfältig zwischen Reformation und Säkularisation unterschieden werden.
Viele geistliche Institutionen schlossen sich der Reformation in ihrer lutherischen Version an, bestanden aber fort. Lutherische erwählte Bischöfe, katholischerseits als Administratoren diffamiert, versahen weiterhin geistliche Aufgaben wie die Festlegung liturgischer Regeln und die Überwachung von Pfarreien. Im Erzbistum Bremen visitierte sogar der dritte und letzte lutherische Erzbischof Johann Friedrich dem Vernehmen nach 1625 das katholisch gebliebene Kloster Harsefeld. Auch eine beachtliche Anzahl von Klöstern bestand weiter, obwohl zumeist große Teile ihrer Liegenschaften säkularisiert wurden. Aus dieser Entwicklung heraus gibt es heute die Klosterkammer des Bundeslandes Niedersachsen. Insbesondere waren es Nonnenklöster in den Herzogtümern Braunschweig und Mecklenburg, die schließlich zu lutherischen Damenstiften wurden.
Andere Bistümer wurden tatsächlich säkularisiert, sowohl ihre Liegenschaften als auch ihre Kirchenverwaltung umgehend von weltlichen Obrigkeiten übernommen. Ebenso wurden die meisten Klöster schon im Zuge der Reformation aufgehoben, ihre Gebäude oft zu landwirtschaftlichen Zwecken, manchmal aber auch für neu geschaffene Bildungsstätten genutzt, darunter viele der im 16. und 17. Jahrhundert gegründeten akademischen Gymnasien.
Auf dem Gebiet des Heiligen Römischen Reiches wurden mit der Beendigung des Dreißigjährigen Krieges durch den Westfälischen Frieden 1648 die lutherischen Bistümer aufgehoben und ihre Stiftsgebiete säkularisiert, das Erzstift Magdeburg, das Hochstift Halberstadt, das Hochstift Bremen, das Hochstift Minden und das Hochstift Schwerin in weltliche Fürstentümer umgewandelt.

### Bayern ab 1608
Im 16. Jahrhundert richtete Herzog Maximilian I. auf der Grundlage der Superiorität des Staates ein geistliches Ratskollegium zur Kirchenaufsicht ein. Ab 1608 beanspruchte der Kurfürst das Patronatsrecht, wenn bei Stiftern und Klöstern hierüber Unklarheiten bestanden. 1743 schlug der zum Kaiser gewählte bayerische Kurfürst Karl Albrecht der Habsburgerin Maria Theresia vor, Österreich und insbesondere Bayern durch die Säkularisation und Einverleibung von Fürstbistümern zu vergrößern. Maria Theresia lehnte dies als großes Unrecht ab.
Im Rahmen der Aufhebung des Jesuitenordens durch Papst Clemens XIV. (1773) wurden die in Bayern gelegenen Güter des Jesuitenordens auf Weisung des Papstes dem kurfürstlichen Schulfonds zur Verfügung gestellt. Im Jahre 1778 gelang einem Prälaten in Aschaffenburg ein Säkularisationsvorhaben: Der Fürsterzbischof von Mainz zog gegen eine nur geringe Entschädigung den Klostergarten eines Kapuzinerklosters ein und verwendete ihn als Schlossgarten und als Holzhof für seine weltliche Hochstiftsregierung. 1783 stimmte Papst Pius VI. dem Antrag des kurpfalz-bayerischen Kurfürsten Karl Theodor auf Aufhebung der Prämonstratenserabtei Osterhofen und des Augustinerchorherrenstiftes Indersdorf zu. 1787 wies der Fürstbischof von Bamberg in einer Visitationsverfügung die Zisterzienserabtei Langheim darauf hin, dass eine Aufhebung der Klöster möglich und der Vorwurf der Prachtliebe deshalb zu vermeiden sei. 1789 verfasste der Jurist Maximilian von Montgelas eine Denkschrift, in der er eine Säkularisation für wirtschaftlich wünschenswert und aufgrund des Westfälischen Friedens für rechtlich zulässig hielt. 56 v. H. der Hofstellen seien in kirchliches Obereigentum gelangt, und diese Konzentration schädige den Wirtschaftsverkehr.

### Österreich
Kaiser Joseph II., Herrscher des aufgeklärten Absolutismus, löste bereits vor der Französischen Revolution zahlreiche Klöster und Kirchen auf und zog deren Vermögen ein. Von 915 Klöstern (762 Männer-, 153 Frauenklöster), die 1780 in Österreich (mit Böhmen, Mähren und Galizien) existierten, blieben nur 388 erhalten.

## Säkularisation nach der Französischen Revolution

### Frankreich
Die Säkularisation in Frankreich am Ende des 18. Jahrhunderts bzw. zu Beginn des 19. Jahrhunderts geht auf Debatten in der Zeit der Aufklärung zurück. Sie ist die umfassendste, die bislang stattfand. Beinahe alle geistlichen Reichsstände wurden aufgelöst und annähernd 95.000 km² Grundfläche, auf denen mehr als 3 Millionen Menschen lebten, wechselten ihren Herrscher oder Eigentümer.
Die französische Nationalversammlung beschloss schon zu Beginn der Französischen Revolution am 2. November 1789 in einem Dekret (Décret des biens du clergé mis à la disposition de la Nation), das auf eine Antragsvorlage des Abgeordneten der Nationalversammlung und späteren Außenministers Napoleons, Bischof Charles-Maurice de Talleyrand-Périgord, zurückging, die Nationalisierung der Kirchengüter und damit die faktische Enteignung der katholischen Kirche. Hintergrund waren massive Bemühungen, der Finanzkrise des französischen Staates, die vor allem durch die o. g. kostenaufwändige Beteiligung Frankreichs am Amerikanischen Unabhängigkeitskrieg bedingt war, entgegenzuwirken. Mit der 1790 verabschiedeten Zivilverfassung des Klerus wurde eine französische Nationalkirche geschaffen, deren Priester wie Staatsbeamte einen staatlichen Sold bekamen und einen Eid auf die Nation und die neue Verfassung ablegen mussten. Somit wurde schon am Anfang der französischen Revolution durch die Abschaffung der alten Ständeordnung die Vormachtstellung des Klerus beendet. Mit der Enteignung des kirchlichen Besitzes wurde die wirtschaftliche und politische Macht der Kirche erheblich beschnitten.
Erst mit dem zwischen Napoleon Bonaparte und Papst Pius VII. geschlossenen Konkordat von 1801 kam es zumindest formal wieder zu einer Aussöhnung zwischen der katholischen Kirche und dem französischen Staat.

### Italien
1866 sah sich das junge Königreich Italien mit einem schwierigen und kostspieligen Krieg gegen Österreich konfrontiert (Dritter Italienischer Unabhängigkeitskrieg). Aufgrund der enormen Kriegsausgaben stieg das Staatsdefizit auf eine bis dahin nicht erreichte Höhe. Die Antwort des Staates auf die schwere Finanzkrise war die Beschlagnahmung von Kircheneigentum. Die Konfiszierungen verschärften den politischen Konflikt mit dem Heiligen Stuhl, der seinen Ursprung in der Römischen Frage hatte und erst mit der Unterzeichnung der Lateranverträge 1929 beigelegt werden konnte.

### Linksrheinische Départements Deutschlands 1802
Anders als im rechtsrheinischen Gebiet fand die Säkularisation in den seit 1798 bestehenden vier linksrheinischen Départements, die 1801 im Frieden von Lunéville Frankreich zugesprochen worden waren, im Jahre 1802 statt. Grundlage der Säkularisation war das Konkordat von 1801, in dem die kirchenrechtliche Genehmigung der Säkularisation gegeben wurde. Am 9. Juni 1802 wurden mit einem Konsularbeschluss („Arrêté des Consuls“) – im rechtlichen Sinne eine Verordnung – die kirchlichen Verhältnisse neu geregelt; mit Ausnahme der Bistümer und Pfarreien wurden fast alle geistlichen Einrichtungen aufgehoben und ihr Besitz dem französischen Staat übertragen.
Alle Ordensleute mit linksrheinischen Wurzeln erhielten gemäß Konsularbeschluss eine jährliche Pension von 500 (für unter 60-Jährige) bzw. 600 Francs (ab 60 Jahren). Diejenigen, die ursprünglich aus rechtsrheinischen Gebieten stammten, mussten die linksrheinischen Gebiete verlassen und erhielten einmalig 150 Francs für die Kosten ihrer Reise.
Zur Aufbesserung der Finanzen des französischen Staates wurden die säkularisierten Güter in den folgenden Jahren versteigert und gingen überwiegend an private Käufer. Auch die geistlichen Reichsstände wurden aufgehoben und ihr Besitz verstaatlicht.

### Rechtsrheinische Gebiete 1803
Durch die Verschiebung der französischen Ostgrenze hatten deutsche Territorialherren Gebietsverluste erlitten. Als Entschädigung wurden ihnen im Reichsdeputationshauptschluss von 1803 die kirchlichen Reichsstände (die geistlichen Fürstentümer) und die meisten Reichsstädte (in diesem Fall spricht man von Mediatisierung) zugeschlagen.
Artikel 35 des Reichsdeputationshauptschlusses ging über die reine Entschädigung sogar hinaus. Die Gebäude und Güter der aufgehobenen Stifte, Abteien und Klöster wurden der Disposition (Verfügungsgewalt) der Landesherren unterstellt. Das erlaubte es auch Herrschern, die keinen Territorialverlust erlitten hatten, kirchliche Güter zu ihren Gunsten einzuziehen und ihre Finanzen zu entlasten.
Der Reichsdeputationshauptschluss betraf die geistlichen Kurfürstentümer Köln und Trier, das Erzstift Salzburg sowie die Hochstifte Olmütz, Augsburg, Bamberg, Basel, Breslau, Brixen, Chur, Corvey, Eichstätt, Freising, Fulda, Hildesheim, Konstanz, Lübeck, Lüttich, Münster, Osnabrück, Paderborn, Passau, Regensburg, Speyer, Trient, Worms und Würzburg. Auch alle anderen geistlichen Fürstentümer, zu denen z. B. die Reichsabteien und die anderen Reichsstifte gehörten, wurden aufgelöst.
Lediglich Kurmainz, dessen verbliebenes rechtsrheinisches Territorium auf das Fürstentum Aschaffenburg übertragen wurde, wurde nicht aufgelöst. Karl Theodor von Dalberg, der letzte Mainzer Erzbischof, verblieb als Erzkanzler des Reiches.

## Politische Folgen
Viele Besitztümer der Kirche, unter ihnen auch landständische Klöster oder die bisherigen fürstbischöflichen Residenzen, wurden enteignet und fielen an weltliche Landesherren. Insbesondere profitierten der König von Preußen, der Kurfürst von Bayern, der Herzog von Württemberg, der Markgraf von Baden und der Landgraf von Hessen-Darmstadt von der Säkularisation. Allein in Baden vervierfachte sich die Fläche des Landes, die Zahl der Einwohner verfünffachte sich durch den Landzugewinn. Württemberg konnte seine Fläche und Einwohnerzahl immerhin verdoppeln.
Durch die Enteignung kirchlicher Güter verlor insbesondere die katholische Kirche einen Großteil ihrer weltlichen Macht.

## Soziale Folgen
Vor allem das weltliche Dienstpersonal im Kloster sowie die unmittelbar vom Kloster abhängigen Handwerker und Gewerbetreibenden verloren ihre Arbeitsplätze und gerieten in eine bedrohliche Armut.
Der enteignete – teilweise sehr große – Grundbesitz wurde oftmals dem Landesherrn bzw. Staat direkt zugeschlagen oder in Stiftungen eingebracht, um dem bisherigen Zweck weiter zu dienen. Die vermögensrechtlichen Folgen der Enteignungen stellen noch heute in Form der Staatsleistungen ein staatskirchenrechtliches Problem dar.

## Kulturelle Folgen
Durch die Auflösung der kirchlichen Institutionen wurden ihre Gebäude und beweglichen Besitztümer nicht mehr für ihren ursprünglichen Zweck benötigt. Die enteigneten Klöster konnten teils als Staatsgebäude (z. B. Gefängnisse) übernommen werden, teils wurden sie meistbietend versteigert. Viele von ihnen verkaufte man auf Abbruch, d. h., sie wurden vom Käufer abgerissen und das Material für andere Zwecke verwendet, vor allem die schlecht für andere Zwecke verwendbaren Kirchen waren hiervon betroffen. Im günstigsten Fall konnte eine ehemalige Klosterkirche als Pfarrkirche weiterverwendet werden, z. B. die Kirche der Abtei Prüm in der Eifel, die bis heute Pfarrkirche ist. Kunstwerke und liturgische Geräte wurden teilweise ebenfalls an andere Kirchen abgegeben, vieles aber auch vernichtet, da wesentlich mehr Objekte zur Verfügung standen, als benötigt wurden.
Die Auflösung hatte aber auch Folgen für Bibliotheken und Archive der Klöster, die häufig in alle Winde verstreut wurden. Gleichzeitig entstanden allerdings auch erste private Sammlungen wertvoller Bücher, Handschriften und Kunstwerke, die teilweise später wieder in die öffentliche Hand gelangten und den Grundstock für Archive und Bibliotheken bildeten; in manchen Fällen waren diese Sammler selbst ehemalige Mitglieder einer kirchlichen Institution, z. B. Ferdinand Franz Wallraf in Köln.